# Pedra Branca (Tasmanie)
Pour les articles homonymes, voir Pedra Branca.
Pedra Branca est un îlot rocheux de 2,5 ha situé 26 kilomètres au sud sud-est de cap du Sud-Est en Tasmanie. 
Difficilement accessible, l'île est notable par sa riche vie marine, un climat humide et venteux, une géologie intéressante et les vagues puissantes des eaux environnantes. L'île fait partie du Southwest National Park.
Son nom signifie « rocher blanc » en portugais. Le navigateur néerlandais Abel Tasman, lors de son expédition qui découvrit la Tasmanie, signala dans son journal de bord le 29 novembre 1642 un rocher qui était similaire à un rocher nommé «  Branca »  au large de la Chine. On pense qu'il faisait référence à Pedra Branca en mer de Chine méridionale. 
Les conditions météorologiques dans la zone peuvent être extrêmes, l'îlot pouvant être balayé par des vagues scélérates. L'une d'elles couta la vie à l'océanographe Hamish Saunders en avril 2003, l'îlot ayant été frappé par une vague qui selon des témoins dépassait les 45 mètres. Malgré cela, l'île abrite de nombreuses espèces d'oiseaux marins et est également le seul habitat connu d'une espèce de lézard, le scinque de Pedra Branca (Niveoscincus palfreymani).  

## Source
- (en) Cet article est partiellement ou en totalité issu de l’article de Wikipédia en anglais intitulé « Pedra Branca (Tasmania) » (voir la liste des auteurs).